# Museu de Arte Sacra (São Luís)
O Museu de Arte Sacra é um museu localizado na cidade de São Luís, no estado do Maranhão. Foi instalado no segundo pavimento do Palácio Episcopal de São Luís, na Praça Pedro II, buscando apresentar o processo histórico de colonização e ocupação do território maranhense, iniciado no século XVII, com um acervo de objetos de arte sacra e arte jesuíta.

## Histórico
Com a expulsão dos jesuítas do Maranhão, em 1759, seus bens móveis foram transferidos para a coroa portuguesa. Alguns anos depois, a antiga igreja da cidade de São Luís foi demolida por ordem do governador Joaquim de Melo, em que promoveu uma reforma urbanística, dando novos usos aos edifícios jesuítas. O colégio passou a ser o palácio dos bispos (arquipiscopal) e a igreja da companhia tornou-se a catedral da cidade de São Luís, tendo sido dedicada a Nossa Senhora da Vitória.
A catedral tem seu retábulo em talha dourada, um tesouro da arte barroca brasileira, e foi tombada pelo IPHAN em 1954.
Em 2014, foi inaugurado o Museu de Arte Sacra no segundo pavimento do Palácio Episcopal, com 13 salas, recebendo as obras que estavam no antigo museu, contíguo ao Museu Histórico e Artístico do Maranhão.

## Acervo

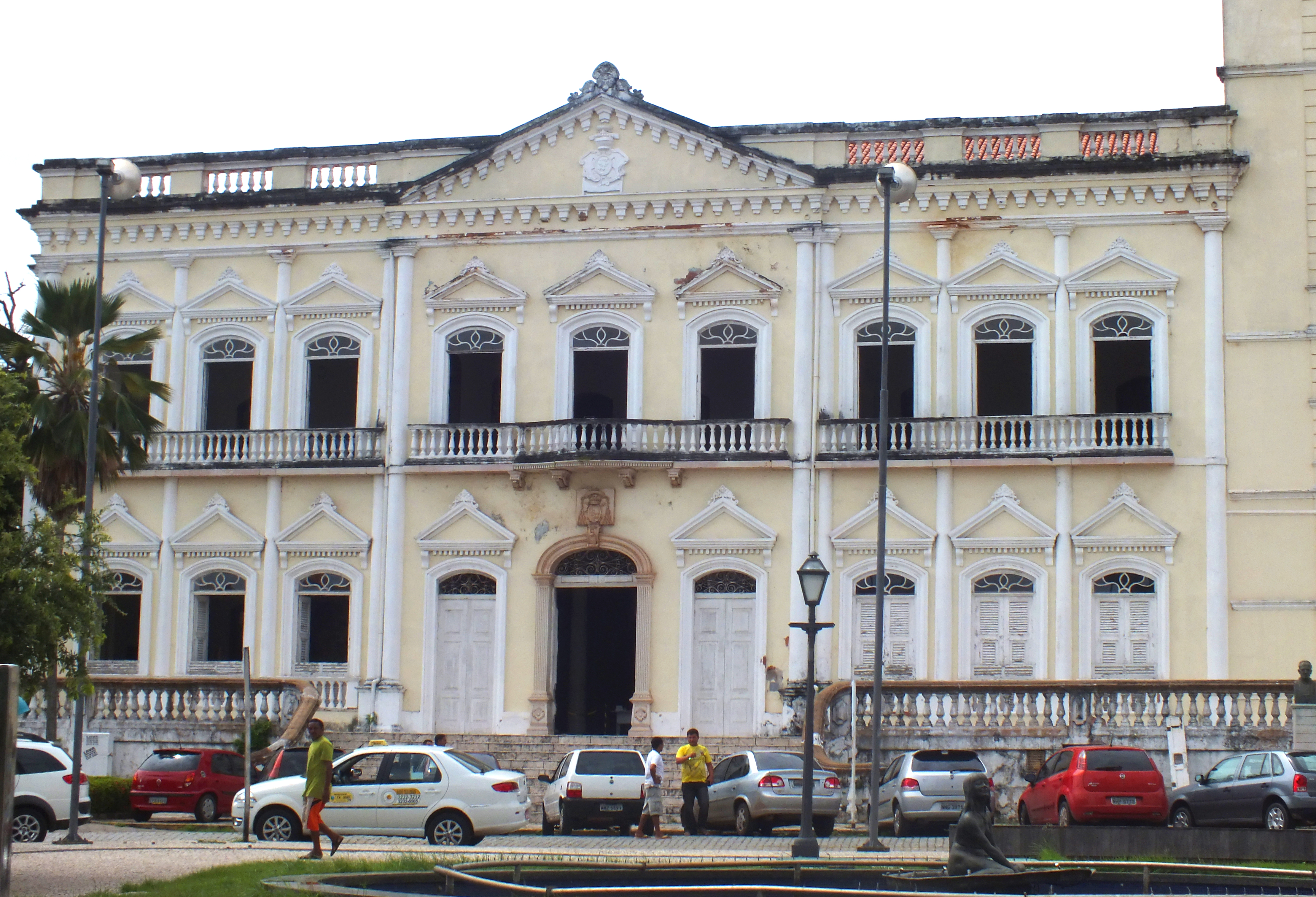
Palácio Episcopal de São Luís

Parte do acervo pertence à Arquidiocese de São Luís, havendo mais de 400 peças. São elas, em sua maioria, obras e objetos em referência a figuras de santos, ourivesaria e paramentos dos séculos XVII, séculos XVIII e XIX; nos estilos maneirista, barroco, rococó e neoclássico. Em seu acervo, incluem0se também esculturas, peças e imagens utilizados em celebrações religiosas, destacando-se obras da Escola Maranhense de Imaginária datada do século XVIII.
Também destacam-se imagens de santos conhecidos como “santos de roca” ou “de vestir”. São imagens de santos feitos de madeira e ocos por dentro, que eram tradicionalmente utilizados em procissões da Semana Santa. Tratam-se de peças típicas do período barroco, mas sua produção se estende até meados do século XIX.